# 수원팔달경찰서
수원팔달경찰서는 경기도남부경찰청이 관할하는 경찰서 중 하나이다. 경기도 수원시 팔달구 지역을 관할한다.

## 기본 정보
- 주소: 경기도 수원시 팔달구 세지로 387
- 우편번호: 16242

## 연혁
- 2025년 8월 5일 개서.

## 관할 파출소 및 지구대
수원팔달경찰서는 3개의 지구대와 4개의 파출소를 관할하고 있다.

## 같이 보기
- 경기도남부경찰청